# ناديه غراي
ناديه غراي (بالرومانية: Nadia Gray)‏ هي ممثلة رومانية، ولدت في 23 نوفمبر 1923 ببوخارست في رومانيا، وتوفيت في 13 يونيو 1994 بنيويورك في الولايات المتحدة.

## أعمال

### أفلام
- (1960) لا دولشي فيتا

## وصلات خارجية
- ناديه غراي على موقع IMDb (الإنجليزية)
- ناديه غراي على موقع ألو سيني (الفرنسية)
- ناديه غراي على موقع ميوزك برينز (الإنجليزية)
- ناديه غراي على موقع أول موفي (الإنجليزية)
- ناديه غراي على موقع قاعدة بيانات الأفلام السويدية (السويدية)
- ناديه غراي على موقع ديسكوغز (الإنجليزية)
- ناديه غراي على موقع قاعدة بيانات الفيلم (الإنجليزية)
- ناديه غراي على موقع كينوبويسك (الروسية)